# Aristolochia mishuyacensis
Aristolochia mishuyacensis är en piprankeväxtart som beskrevs av Otto Christian Schmidt. Aristolochia mishuyacensis ingår i släktet piprankor, och familjen piprankeväxter. Inga underarter finns listade i Catalogue of Life.